# 1939-es sakkolimpia
A 8. sakkolimpia 1939. augusztus 24. és szeptember 19. között Argentínában, Buenos Airesben került megrendezésre. Ez volt az első Európán kívül rendezett sakkolimpia, amely a közép- és dél-amerikai országok részvételének köszönhetően annak ellenére részvételi rekordot hozott, hogy az előző olimpia első két helyezettje, az amerikai és a magyar válogatott, valamint Jugoszlávia csapata nem vett részt rajta. Az „A” döntőbe jutott 16 csapat  a Hamilton-Russell kupáért versengett, amelyet az előző négy hivatalos sakkolimpián az amerikai válogatott hódított el. A „B” döntő győztese számára a „Copa Argentína” lett felajánlva az argentin elnök, Roberto Ortíz által.
A sakkolimpiával egyidejűleg rendezték meg rekordlétszámú, húsz résztvevővel a női sakkvilágbajnokságot. A címet ezúttal is, immár kilencedszer, 19 játszmából 18 pontot szerezve az ezúttal már angol színekben versenyző Vera Menchik szerezte meg.
A sakkolimpia ideje alatt tört ki a II. világháború, amely némi zavart okozott a verseny menetében, de a csapatok vezetői és a szervezők közösen úgy döntöttek, hogy folytatják a küzdelmeket. Egyedül az egyébként „A”-döntőbe jutott Anglia válogatottja nem folytatta a versenyt, és utazott haza.
A II. világháború miatt a következő sakkolimpiára csak 1950-ben került sor.

## A résztvevők
Az olimpiai csapatversenyre minden eddigi olimpiánál több, 27 ország csapata nevezett, 133 versenyzővel. A csapatok 5 főt nevezhettek, akik közül egyidejűleg négy játszott. Meg kellett adni a játékosok közötti erősorrendet, és az egyes fordulókban ennek megfelelően ülhettek le a táblákhoz. Ez lehetővé tette, hogy táblánként állapítsák meg és hirdessék ki a legjobb egyéni eredményt elérőket. Ez alkalommal külön is értékelték az „A” és a „B” döntőben legjobb eredményeket elérő versenyzőket.
A versenyen Németország csapatában játszott az annektált Ausztria két élversenyzője, Erich Eliskases és Albert Becker. A megszállt Csehország versenyzői Cseh–Morva Protektorátus néven indultak. A versenyen két világbajnok is szerepelt: az első alkalommal olimpián részt vevő Kuba válogatottjában Capablanca, a francia csapat éltáblásaként az egyéni világbajnoki címét visszahódító Aljechin. A holland csapat azonban nélkülözte a világbajnoki cím elvesztése miatt demoralizálódott Max Euwét.

## A verseny lefolyása
A részt vevő csapatok nagy száma miatt a versenyen a sakkolimpiák történetében első alkalommal elődöntőkre kerül sor. A résztvevőket négy csoportba sorolták, és minden csoportból az első négy helyezett jutott az „A” döntőbe, míg a többiek a „B” döntő mezőnyét alkották.
A mérkőzések mind az elődöntőkben, mind a döntőkben körmérkőzéses formában folytak. A csapat eredményét az egyes versenyzők által megszerzett pontok alapján számolták. Holtverseny esetén vették csak figyelembe a csapateredményeket, ahol a csapatgyőzelem 2 pontot, a döntetlen 1 pontot ért.
A háború kitörése miatt több esetben sor került konfliktusra a csapatok között, ami azt eredményezte, hogy nem voltak hajlandók leülni egymás ellen. Ezért a német–lengyel, a német–francia, a német–palesztin, a cseh–morva – lengyel, cseh–morva – francia, valamint az argentin–palesztin mérkőzések eredményét játék nélkül 2–2-es eredményként könyvelték el.
Az amerikaiak és a magyarok távollétében a lengyelek voltak a nagy esélyesek. A versenyt végül szoros küzdelemben, fél pont előnnyel az osztrák éljátékosokkal megerősített német válogatott nyerte, mögöttük a lengyelek végeztek a második helyen, és Észtország szerezte meg a bronzérmet.

## A verseny utóélete
A világháború kitörése miatt nagyon sok játékos döntött úgy, hogy Argentínában marad, vagy más dél-amerikai országba távozik. Köztük olyan nevek voltak, mint a lengyel Miguel Najdorf és Paulin Frydman, a német válogatottban szereplő két osztrák játékos, Erich Eliskases és Albert Becker, a svédek éljátékosa, Gideon Ståhlberg, valamint a női világbajnokságokon többször is 2. helyezést elért Sonja Graf és a francia Paulette Schwartzmann.
A Hamilton–Russell kupa Argentínában maradt egészen 1950-ig, a következő sakkolimpiáig.

## A verseny eredményei

### Elődöntők
Első csoport
| H.  | Ország                   | 1  | 2  | 3  | 4  | 5  | 6  | 7  |  | + | − | = | Pont |
| --- | ------------------------ | -- | -- | -- | -- | -- | -- | -- |  | - | - | - | ---- |
| 1—2 | Lengyelország            |    | 2  | 3  | 3½ | 2½ | 4  | 3½ |  | 5 | 0 | 1 | 18½  |
| 1—2 | Cseh–Morva Protektorátus | 2  |    | 2½ | 3½ | 3  | 4  | 3½ |  | 5 | 0 | 1 | 18½  |
| 3   | Anglia                   | 1  | 1½ |    | 3  | 2½ | 2½ | 3  |  | 4 | 2 | 0 | 13½  |
| 4   | Brazília                 | ½  | ½  | 1  |    | 3  | 3½ | 4  |  | 3 | 3 | 0 | 12½  |
| 5   | Kanada                   | 1½ | 1  | 1½ | 1  |    | 3½ | 2½ |  | 2 | 4 | 0 | 11   |
| 6   | Peru                     | 0  | 0  | 1½ | ½  | ½  |    | 2½ |  | 1 | 5 | 0 | 5    |
| 7   | Paraguay                 | ½  | ½  | 1  | 0  | 1½ | 1½ |    |  | 0 | 6 | 0 | 5    |

Második csoport
| H. | Ország        | 1  | 2  | 3  | 4  | 5 | 6  | 7  |  | + | − | = | Pont |
| -- | ------------- | -- | -- | -- | -- | - | -- | -- |  | - | - | - | ---- |
| 1  | Lettország    |    | 1½ | 3½ | 2½ | 3 | 3  | 4  |  | 5 | 1 | 0 | 17½  |
| 2  | Németország   | 2½ |    | 2½ | 2  | 3 | 2½ | 3½ |  | 5 | 0 | 1 | 16   |
| 3  | Chile         | ½  | 1½ |    | 2½ | 3 | 3  | 3½ |  | 4 | 2 | 0 | 14   |
| 4  | Franciaország | 1½ | 2  | 1½ |    | 2 | 3  | 3½ |  | 2 | 2 | 2 | 13½  |
| 5  | Bulgária      | 1  | 1  | 1  | 2  |   | 3  | 2  |  | 1 | 3 | 2 | 10   |
| 6  | Uruguay       | 1  | 1½ | 1  | 1  | 1 |    | 3  |  | 1 | 5 | 0 | 8½   |
| 7  | Bolívia       | 0  | ½  | ½  | ½  | 2 | 1  |    |  | 0 | 5 | 1 | 4½   |

Harmadik csoport
| H. | Ország    | 1  | 2  | 3  | 4  | 5  | 6  | 7  |  | + | − | = | Pont |
| -- | --------- | -- | -- | -- | -- | -- | -- | -- |  | - | - | - | ---- |
| 1  | Argentína |    | 2½ | 3  | 2½ | 2½ | 3½ | 4  |  | 6 | 0 | 0 | 18   |
| 2  | Litvánia  | 1½ |    | 1½ | 3  | 2½ | 4  | 4  |  | 4 | 2 | 0 | 16½  |
| 3  | Hollandia | 1  | 2½ |    | 2  | 2½ | 3½ | 3½ |  | 4 | 1 | 1 | 15   |
| 4  | Dánia     | 1½ | 1  | 2  |    | 2  | 4  | 3  |  | 2 | 2 | 2 | 13½  |
| 5  | Izland    | 1½ | 1½ | 1½ | 2  |    | 3½ | 3  |  | 2 | 3 | 1 | 13   |
| 6  | Írország  | ½  | 0  | ½  | 0  | ½  |    | 3  |  | 1 | 5 | 0 | 4½   |
| 7  | Ecuador   | 0  | 0  | ½  | 1  | 1  | 1  |    |  | 0 | 6 | 0 | 3½   |

Negyedik csoport
| H. | Ország     | 1  | 2  | 3  | 4  | 5  | 6  |  | + | − | = | Pont |
| -- | ---------- | -- | -- | -- | -- | -- | -- |  | - | - | - | ---- |
| 1  | Svédország |    | 1  | 2½ | 2½ | 4  | 4  |  | 4 | 1 | 0 | 14   |
| 2  | Észtország | 3  |    | 1½ | 2½ | 2  | 4  |  | 3 | 1 | 1 | 13   |
| 3  | Palesztina | 1½ | 2½ |    | 1  | 3½ | 2½ |  | 3 | 2 | 0 | 11   |
| 4  | Kuba       | 1½ | 1½ | 3  |    | 1  | 3  |  | 2 | 3 | 0 | 10   |
| 5  | Norvégia   | 0  | 2  | ½  | 3  |    | 2½ |  | 2 | 2 | 1 | 8    |
| 6  | Guatemala  | 0  | 0  | 1½ | 1  | 1½ |    |  | 0 | 5 | 0 | 4    |

### Az „A” döntő végeredménye
A dőlt betűvel jelzett eredmények játék nélkül kerültek rögzítésre.
| H. | Ország                   | 1  | 2  | 3  | 4  | 5  | 6  | 7  | 8  | 9  | 10 | 11 | 12 | 13 | 14 | 15 |  | + | −  | = | Pont |
| -- | ------------------------ | -- | -- | -- | -- | -- | -- | -- | -- | -- | -- | -- | -- | -- | -- | -- |  | - | -- | - | ---- |
| 1  | Németország              |    | 2  | 2½ | 3  | 3  | 3  | 3  | 2  | 2  | 2  | 3½ | 2  | 3  | 2½ | 2½ |  | 9 | 0  | 5 | 36   |
| 2  | Lengyelország            | 2  |    | 2½ | 1½ | 2½ | 2  | 2  | 1½ | 2  | 4  | 3½ | 2  | 4  | 2½ | 3½ |  | 7 | 2  | 5 | 35½  |
| 3  | Észtország               | 1½ | 1½ |    | 2  | 1½ | 3  | 1½ | 2½ | 2  | 2  | 3  | 3  | 3½ | 3½ | 3  |  | 7 | 4  | 3 | 33½  |
| 4  | Svédország               | 1  | 2½ | 2  |    | 3½ | 1½ | 1½ | 1½ | 2  | 3  | 3½ | 3  | 2½ | 1½ | 4  |  | 7 | 5  | 2 | 33   |
| 5  | Argentína                | 1  | 1½ | 2½ | ½  |    | 3½ | 2½ | 1½ | 2  | 2½ | 2½ | 3½ | 3  | 3½ | 2½ |  | 9 | 4  | 1 | 32½  |
| 6  | Cseh–Morva Protektorátus | 1  | 2  | 1  | 2½ | ½  |    | 3½ | 3½ | 2½ | 2  | 3  | 2½ | 2  | 3½ | 2½ |  | 8 | 3  | 3 | 32   |
| 7  | Lettország               | 1  | 2  | 2½ | 2½ | 1½ | ½  |    | 2  | 3  | 2½ | 2½ | 3½ | 3  | 2½ | 2½ |  | 9 | 3  | 2 | 31½  |
| 8  | Hollandia                | 2  | 2½ | 1½ | 2½ | 2½ | ½  | 2  |    | 1½ | 2  | 2  | 3  | 2  | 2½ | 4  |  | 6 | 3  | 5 | 30½  |
| 9  | Palesztina               | 2  | 2  | 2  | 2  | 2  | 1½ | 1  | 2½ |    | 2½ | 3  | 1  | 1½ | 2½ | ½  |  | 4 | 5  | 5 | 26   |
| 10 | Franciaország            | 2  | 0  | 2  | 1  | 1½ | 2  | 1½ | 2  | 1½ |    | 2  | 1  | 2  | 2  | 4  |  | 1 | 6  | 7 | 24½  |
| 11 | Kuba                     | ½  | ½  | 1  | ½  | 1½ | 1  | 1½ | 2  | 1  | 2  |    | 3  | 3  | 2½ | 2½ |  | 4 | 8  | 2 | 22½  |
| 12 | Chile                    | 2  | 2  | 1  | 1  | ½  | 1½ | ½  | 1  | 3  | 3  | 1  |    | 1½ | 2½ | 1½ |  | 3 | 9  | 2 | 22   |
| 13 | Litvánia                 | 1  | 0  | ½  | 1½ | 1  | 2  | 1  | 2  | 2½ | 2  | 1  | 2½ |    | 2  | 3  |  | 3 | 7  | 4 | 22   |
| 14 | Brazília                 | 1½ | 1½ | ½  | 2½ | ½  | ½  | 1½ | 1½ | 1½ | 2  | 1½ | 1½ | 2  |    | 2½ |  | 2 | 10 | 2 | 21   |
| 15 | Dánia                    | 1½ | ½  | 1  | 0  | 1½ | 1½ | 1½ | 0  | 3½ | 0  | 1½ | 2½ | 1  | 1½ |    |  | 2 | 12 | 0 | 17½  |

### A „B” döntő végeredménye
| H. | Ország    | 1  | 2  | 3  | 4  | 5  | 6  | 7  | 8  | 9  | 10 | 11 |  | + | −  | = | Pont |
| -- | --------- | -- | -- | -- | -- | -- | -- | -- | -- | -- | -- | -- |  | - | -- | - | ---- |
| 16 | Izland    |    | 2½ | 2  | 3  | 2½ | 3  | 3½ | 2½ | 2  | 4  | 3  |  | 8 | 0  | 2 | 28   |
| 17 | Kanada    | 1½ |    | 3  | 2  | 3  | 3  | 2  | 3½ | 3½ | 3½ | 3  |  | 7 | 1  | 2 | 28   |
| 18 | Norvégia  | 2  | 1  |    | 2½ | 1½ | 3  | 4  | 2  | 3½ | 3½ | 4  |  | 6 | 2  | 2 | 27   |
| 19 | Uruguay   | 1  | 2  | 1½ |    | 3  | 2  | 3½ | 3½ | 2½ | 3  | 4  |  | 6 | 2  | 2 | 26   |
| 20 | Bulgária  | 1½ | 1  | 2½ | 1  |    | 3  | 4  | 2½ | 3½ | 3½ | 3  |  | 7 | 3  | 0 | 25½  |
| 21 | Ecuador   | 1  | 1  | 1  | 2  | 1  |    | 3  | 2½ | 3  | 3½ | 3  |  | 5 | 1  | 4 | 21   |
| 22 | Guatemala | ½  | 2  | 0  | ½  | 0  | 1  |    | 2½ | 3  | 3  | 3  |  | 4 | 5  | 1 | 15½  |
| 23 | Írország  | 1½ | ½  | 2  | ½  | 1½ | 1½ | 1½ |    | 1½ | 2½ | 2½ |  | 2 | 1  | 7 | 15½  |
| 24 | Peru      | 2  | ½  | ½  | 1½ | ½  | 1  | 1  | 2½ |    | 2  | 2½ |  | 2 | 6  | 2 | 14   |
| 25 | Bolívia   | 0  | ½  | ½  | 1  | ½  | ½  | 1  | 1½ | 2  |    | 2½ |  | 1 | 8  | 1 | 10   |
| 26 | Paraguay  | 1  | 1  | 0  | 0  | 1  | 1  | 1  | 1½ | 1½ | 1½ |    |  | 0 | 10 | 0 | 9½   |

## Az egyéni legjobb pontszerzők
Táblánként az első három legjobb százalékos arányt elérő versenyzőt díjazták éremmel a döntőben elért eredmények alapján.
| H. | Versenyző neve       | Ország        | Pont | Játszmaszám | Százalék |
| -- | -------------------- | ------------- | ---- | ----------- | -------- |
|    | José Raúl Capablanca | Kuba          | 8½   | 11          | 77,3     |
|    | Alekszandr Aljechin  | Franciaország | 7½   | 10          | 75       |
|    | Vladimirs Petrovs    | Lettország    | 9½   | 13          | 73,1     |
| H. | Versenyző neve | Ország        | Pont | Játszmaszám | Százalék |
| -- | -------------- | ------------- | ---- | ----------- | -------- |
|    | Heinz Foerder  | Palesztina    | 7½   | 10          | 75       |
|    | Miguel Najdorf | Lengyelország | 7½   | 10          | 75       |
|    | Erik Lundin    | Svédország    | 8½   | 13          | 65,4     |
| H. | Versenyző neve   | Ország        | Pont | Játszmaszám | Százalék |
| -- | ---------------- | ------------- | ---- | ----------- | -------- |
|    | Ludwig Engels    | Németország   | 9½   | 11          | 86,4     |
|    | Paulin Frydman   | Lengyelország | 9    | 12          | 75       |
|    | Jacobo Bolbochán | Argentína     | 9½   | 13          | 73,1     |
| H. | Versenyző neve     | Ország        | Pont | Játszmaszám | Százalék |
| -- | ------------------ | ------------- | ---- | ----------- | -------- |
|    | Gunnar Friedemann  | Észtország    | 10   | 13          | 76,9     |
|    | Lodewijk Prins     | Hollandia     | 7½   | 11          | 68,2     |
|    | Teodor Regedziński | Lengyelország | 6    | 10          | 60       |
| H. | Versenyző neve          | Ország                   | Pont | Játszmaszám | Százalék |
| -- | ----------------------- | ------------------------ | ---- | ----------- | -------- |
|    | Isaías Pleci            | Argentína                | 9½   | 13          | 73,1     |
|    | František Zíta          | Cseh–Morva Protektorátus | 7½   | 11          | 68,2     |
|    | Enrique Reed Valenzuela | Chile                    | 7½   | 12          | 62,5     |

## A dobogón végzett csapatok tagjainak egyéni eredményei
| Németország - Erich Eliskases (+7 −2 =5) - Paul Michel (+3 −0 =11) - Ludwig Engels (+12 −0 =4) - Albert Becker (+6 −3 =3) - Heinrich Reinhardt (+5 −4 =3) | Lengyelország - Ksawery Tartakower (+7 −3 =7) - Miguel Najdorf (+12 −2 =4) - Paulin Frydman (+11 −2 =4) - Teodor Regedziński] (+6 −3 =4) - Franciszek Sulik] (+4 −2 =1) | Észtország - Paul Keres (+12 −2 =5) - Ilmar Raud (+7 −5 =5) - Paul Schmidt (+2 −5 =6) - Gunnar Friedemann (+11 −3 =3) - Johannes Türn (+3 −3 =4) |

## A szépségdíjas játszmák
A verseny bulletinje szerint a szépségdíjas játszmáról később születik döntés, sajnos azonban arra vonatkozóan nincs információ, hogy odaítélték-e a díjat, és ha igen, akkor kinek.